# Pui (bouwkunde)

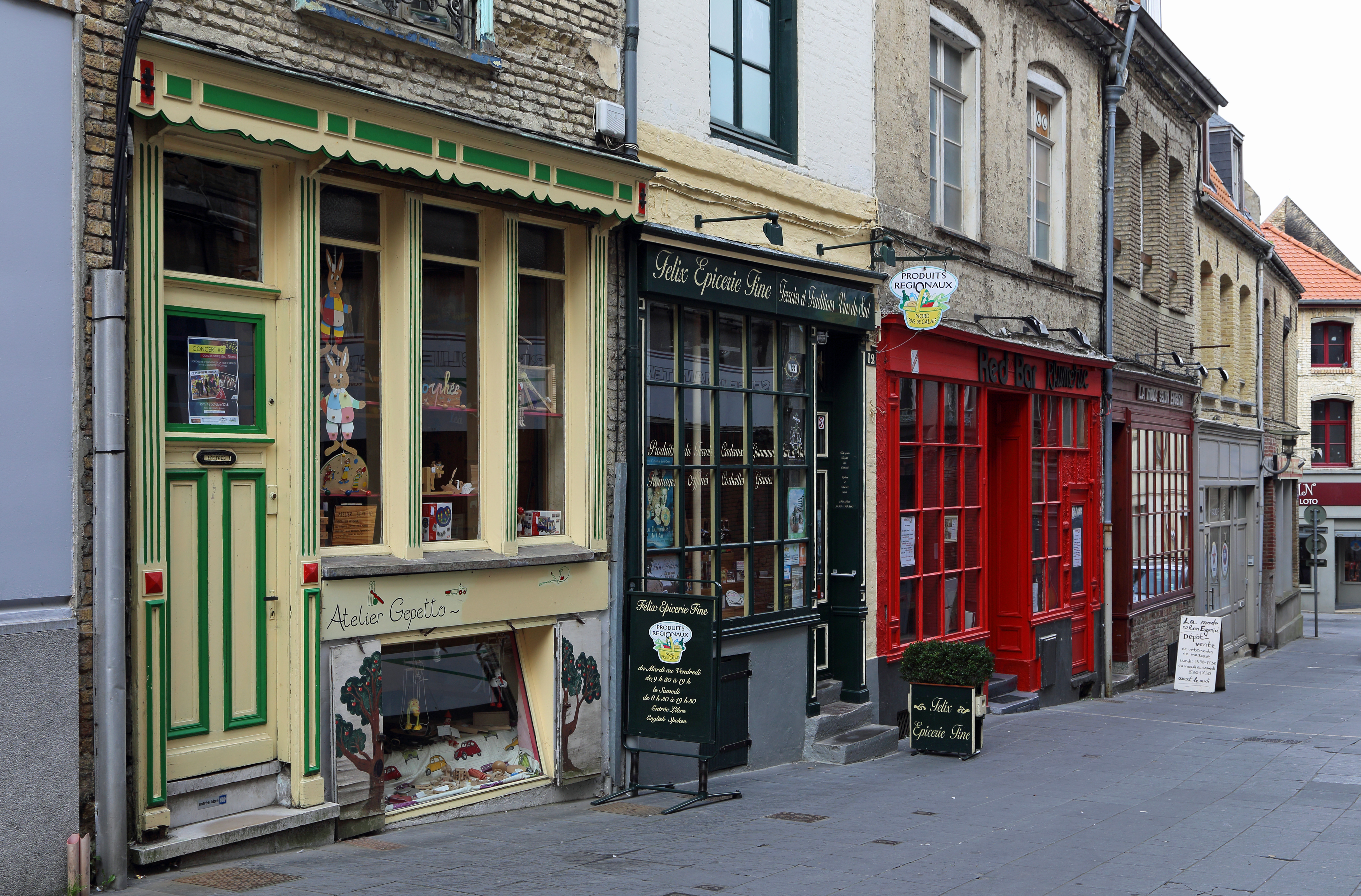
Traditionele winkelpuien in het Franse stadje Sint-Omaars

Een pui heeft in de bouwkunde meerdere betekenissen.
Geveldeel
Het onderste gedeelte van een gevel wordt ook wel een pui genoemd. Veelal heeft de pui een afwijkende vormgeving en/of ander materiaalgebruik of bestaat uit een houten raamwerk dat met glas en hout is gevuld. Bij winkels bijvoorbeeld kan de pui voorzien zijn van een etalage.
Kozijn
Verder is een pui of puikozijn te omschrijven als een kozijn dat een gevel of een gedeelte van een gevel inneemt. Een pui is in dit geval een samenstelling van ramen, glasopeningen, deuren en dichte panelen. Een binnenpui bestaat eveneens uit een dergelijke samenstelling en is bijvoorbeeld aangebracht tussen een gang en een ruimte aan die gang of dient als afsluiting van een tochtportaal of trappenhuis.
Aankondigingen
Tevens wordt onder een pui ook wel een bepaalde aankondigingsplaats bedoeld van een overheidsgebouw. 

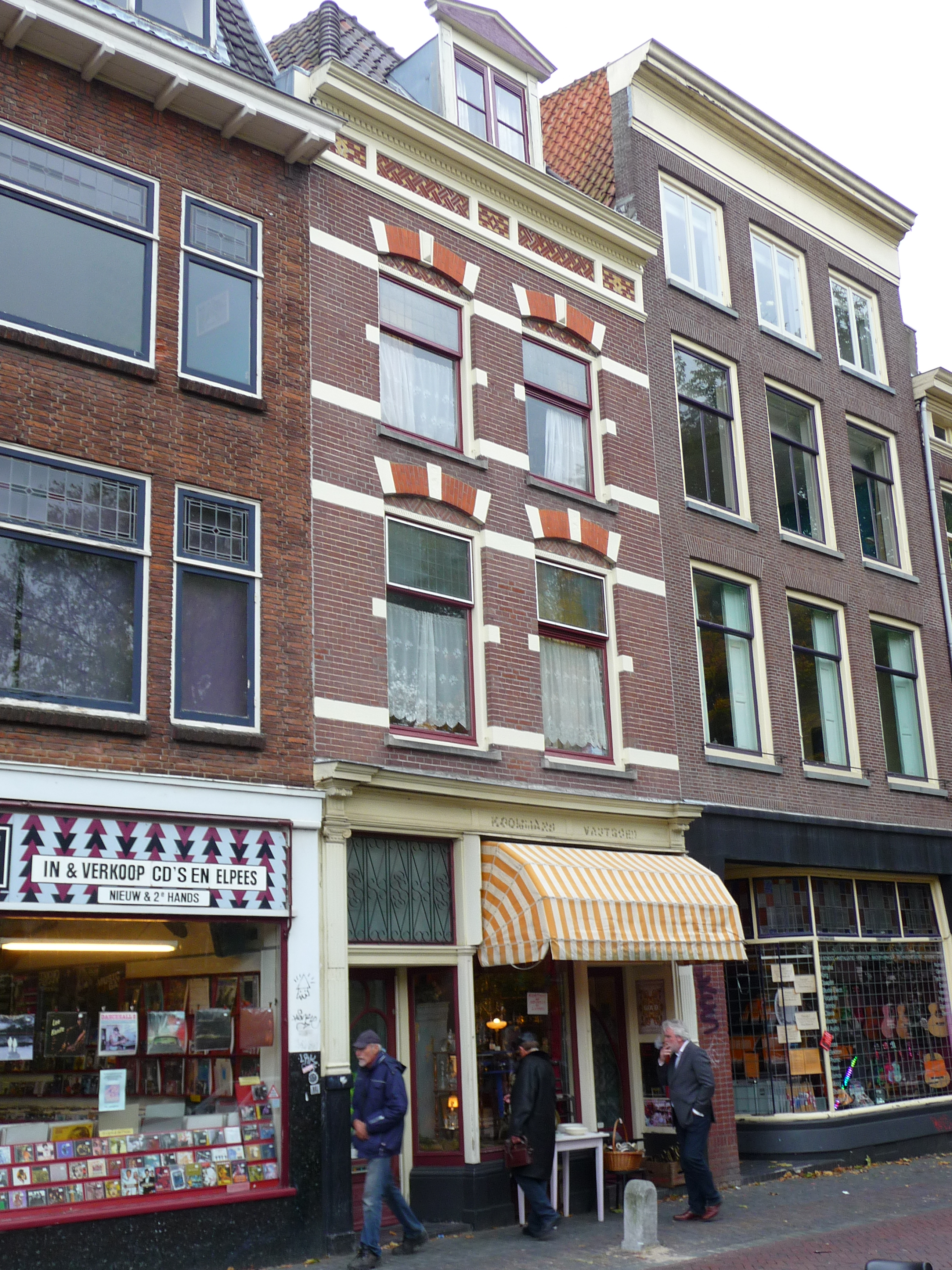
Winkelpuien
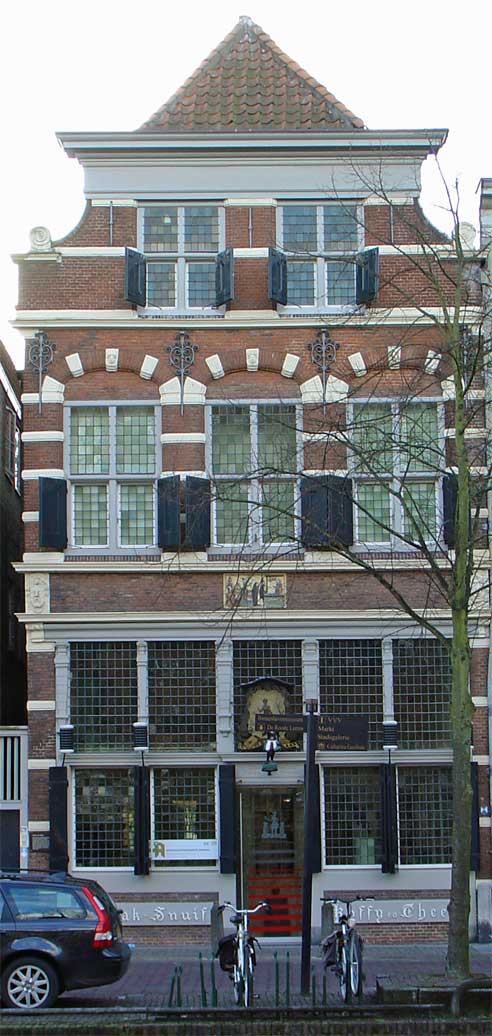
De Moriaan te Gouda
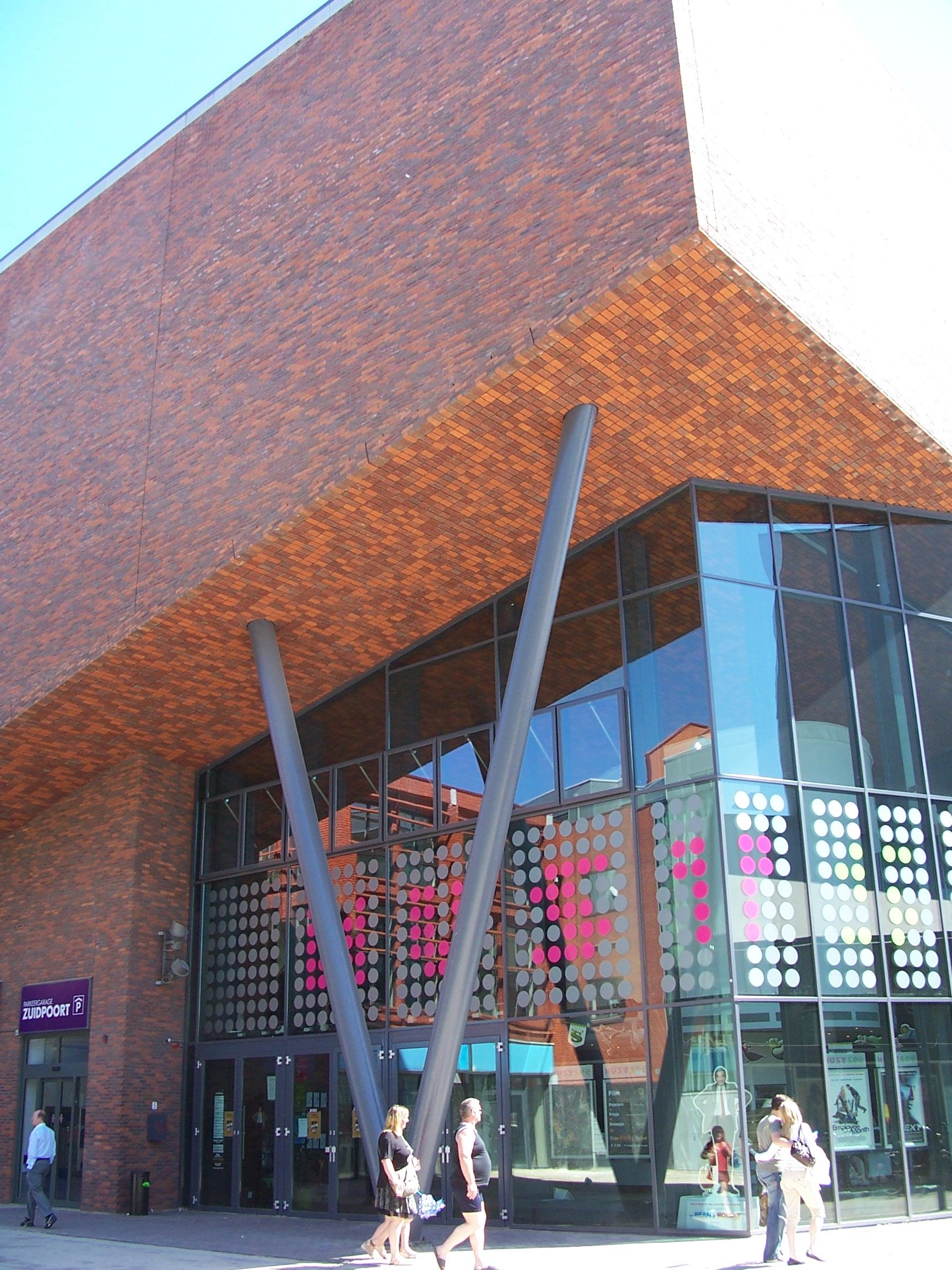
Moderne pui te Delft
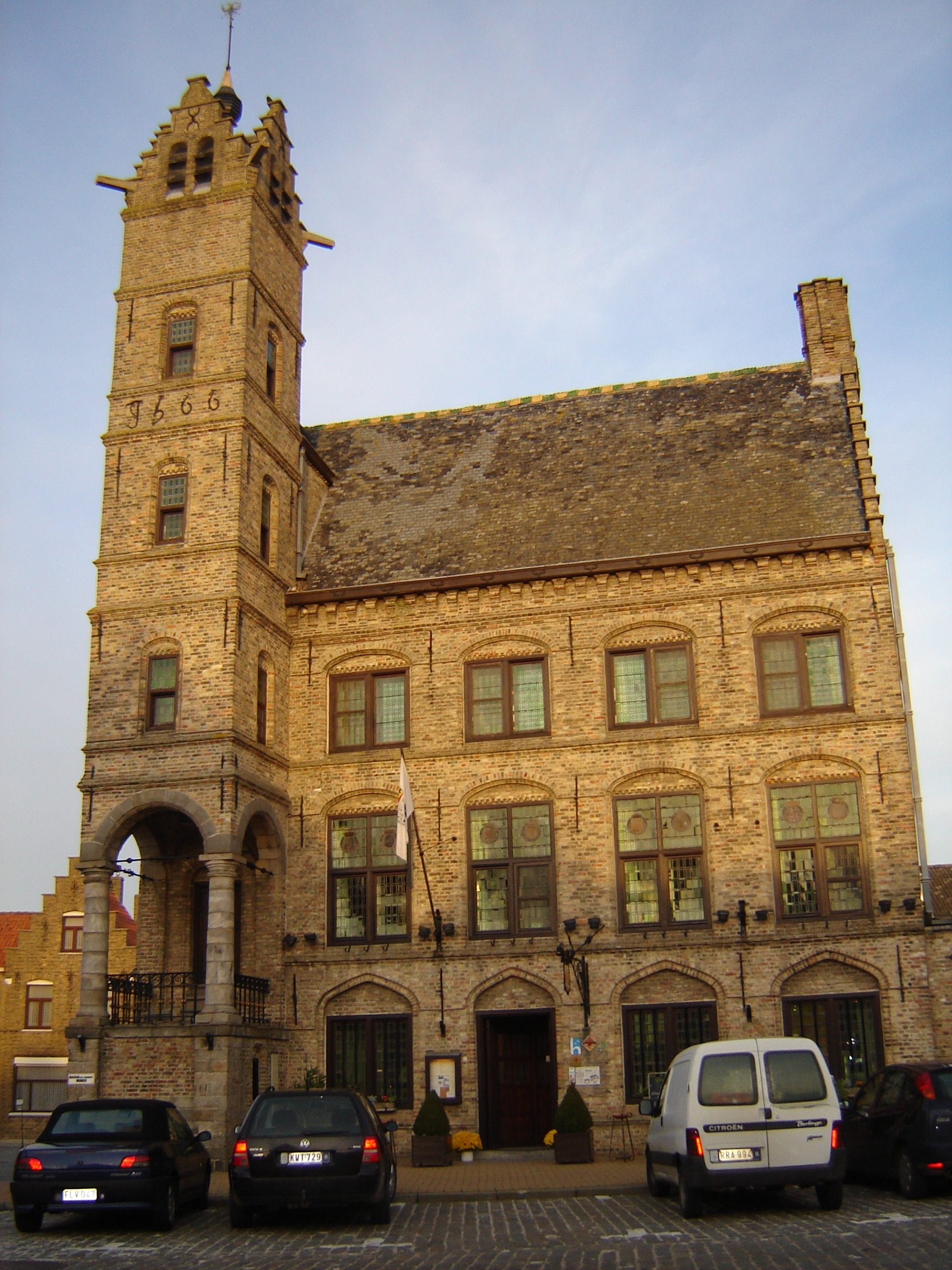
Stadhuis van Lo met een opengewerkte pui in de vierkante toren